# Verdandi Corona
La Verdandi Corona è una struttura geologica della superficie di Venere.